# Казанка (станція)
Казанка — проміжна залізнична станція Херсонської дирекції Одеської залізниці на неелектрифікованій лінії Долинська — Миколаїв між станціями Новоданилівка  (9 км) та Новий Буг (26 км). Розташована в однойменному селищі Баштанського району Миколаївської області.

## Пасажирське сполучення
На станції зупиняються приміські поїзди сполученням Миколаїв — Долинська та поїзди далекого сполучення № 109/110 Херсон — Львів, № 121/122-101/102 Херсон — Київ / Краматорськ.